# Система рівнянь
Система рівнянь — набір двох і більше рівнянь, заданих функціями багатьох змінних, які повинні задовольнятися одночасно. Систему рівнянь можна записати в загальному вигляді:
{\displaystyle {\begin{cases}F_{1}(x_{1},x_{2},\ldots ,x_{M})=0\\F_{2}(x_{1},x_{2},\ldots ,x_{M})=0\\\ldots \\F_{N}(x_{1},x_{2},\ldots ,x_{M})=0\end{cases}}}
Розв'язком системи рівнянь називається набір чисел {\displaystyle x_{1},x_{2},\ldots ,x_{M}}, які задовольняють усім рівнянням, тобто при підстановці їх у рівняння всі рівності перетворюються в тотожності.
Система рівнянь може мати або не мати розв'язків. Цих розв'язків може бути один, кілька або нескінченно багато. Нестрого, для визначення значень N змінних потрібно мати принаймні N рівнянь.
Система лінійних рівнянь, яка має хоч один розв'язок, називається сумісною. Якщо система не має розв'язків, то вона називається несумісною.
Якщо сумісна система має лише один розв'язок, то її називають визначеною; в іншому випадку сумісну систему називають невизначеною.
Дві системи називаються рівносильними або еквівалентними, якщо вони мають одну і ту ж множину розв'язків.

## Розв'язування системи рівнянь
У найпростішому випадку системи лінійних рівнянь методи розв'язку добре розроблені, а от для системи нелінійних рівнянь загальних підходів не існує. Кожна система особлива й потребує особливого аналізу. Метод підстановки й вилучення полягає в тому, щоб вибрати одне з рівнянь, виразити одну змінну в ньому через інші змінні й підставити цей вираз в інші рівняння. При цьому кількість рівнянь зменшиться. Продовжуючи цю процедуру, можна звести систему рівнянь до одного рівняння. Втім, така процедура не завжди можлива, оскільки не для кожного рівняння можна знайти аналітичний розв'язок. Ситуація ускладнюється ще й тим, що розв'язки окремих рівнянь можуть бути неоднозначні.
Іноді допомагає ітераційний метод. Для його застосування потрібно переписати систему рівнянь у формі задачі про нерухому точку. Це можна зробити різними способами, і від вдалого вибору залежить збіжність ітераційного процесу. Недоліком методу є те, що ним можна знайти тільки один розв'язок. Якщо система має кілька розв'язків, то кожна нерухома точка має свій басейн притягання, тобто знайдений розв'язок залежить від вибору початкової точки.
Деяке програмне забезпечення, що базується на інтервальних обчисленнях, зокрема безкоштовний interalg, здатне знаходити усі розв'язки системи рівнянь у заданому регіоні lbi <= xi <= ubi

## Логіка
Нехай {\displaystyle \varphi :X\rightarrow Y} та {\displaystyle \psi :X\rightarrow Y} функції однієї змінної зі спільною областю визначення {\displaystyle X} і спільною множиною прибуття {\displaystyle Y} (областю значень). Одномісний предикат {\displaystyle \wp (x)\ {\underset {df}{\equiv }}\ [\varphi (x)=\psi (x)],} заданий на множині {\displaystyle X}, називається рівнянням з однією невідомою {\displaystyle x} і позначається {\displaystyle \varphi (x)=\psi (x);} множина {\displaystyle X} називається областю допустимих значень невідомого {\displaystyle x}. Кожний елемент {\displaystyle x\in X,} для якого {\displaystyle \wp (x)\equiv true} , називається рішенням (коренем) рівняння. Тобто сукупність усіх рішень рівняння є множина істинності {\displaystyle \wp } предиката. Якщо множина істинності предиката пуста ({\displaystyle \varnothing }), то рівняння не має рішень в {\displaystyle X}. Якщо множина істинності предиката дорівнює {\displaystyle X}, то рівняння є тотожною рівністю на {\displaystyle X}. 
Нехай дані двохарні предикати {\displaystyle x+y=19} та {\displaystyle 2x+4y=62,} множини істинності цих рівнянь нескінченні. В якості {\displaystyle x} та {\displaystyle y} можна вважати, наприклад, чисельності популяцій кроликів і корів відповідно. Щоб знайти значення {\displaystyle x} та {\displaystyle y}, необхідно розглянути кон'юнкцію цих предикатів: {\displaystyle (x+y=19)\land (2x+4y=62).} У школі цю кон'юнкцію записують у вигляді {\displaystyle {\begin{cases}x+y=19,\\2x+4y=62\end{cases}}}   і називають системою рівнянь. Взагалі, системою рівнянь {\displaystyle f(x,y)=0} та {\displaystyle F(x,y)=0} називають кон'юнкцію цих рівнянь, {\displaystyle (f(x,y)=0)\land (F(x,y)=0),} або, що те саме, {\displaystyle {\begin{cases}f(x,y)=0,\\F(x,y)=0.\end{cases}}} Множина істиності кон'юнкції двох предикатів є перетином множин істинності самих предикатів. Точно так само множина рішень системи рівнянь є перетином множин істинності рівняння {\displaystyle f(x,y)=0} та {\displaystyle F(x,y)=0}. Геометрично цю множину можна віднайти наступним чином: намалювати графіки рівнянь {\displaystyle f(x,y)=0} та {\displaystyle F(x,y)=0} й знайти точки їх перетину. Координати цих точок і будуть шуканими значеннями {\displaystyle x} та {\displaystyle y}.  
У випадку більшої кількості змінних доводиться мати справу із поліедрами, коли будь-який опуклий {\displaystyle n}-вимірний багатогранник {\displaystyle P} із точністю до афінної еквівалентності може бути реалізований як перетин  
{\displaystyle P=\alpha \cap \mathbb {R} _{\geq 0}^{m}\subset \mathbb {R} ^{m}}
{\displaystyle k}-вимірної площини {\displaystyle \alpha } й невід'ємного ортанту {\displaystyle \mathbb {R} _{\geq 0}^{m},} де {\displaystyle m} дорівнює числу гіперграней {\displaystyle P.} Опуклим {\displaystyle n}-вимірним поліедром називається фігура {\displaystyle P} у евклідовому просторі {\displaystyle \mathbb {R} ^{n},} задана скінченною системою лінійних нерівностей 
{\displaystyle {\begin{cases}a_{11}x_{1}+...+a_{1n}x_{n}\geq b_{1},\\...\\a_{m1}x_{1}+...+a_{mn}x_{n}\geq b_{m}\end{cases}}}
і яка не міститься у жодній гіперплощині. Обмежений опуклий поліедр називається опуклим багатогранником. Іншими словами, нехай {\displaystyle P\in \mathrm {Pol} _{n}(m)} - невироджений поліедр, заданий виділеною системою лінійних нерівностей у {\displaystyle \mathbb {R} ^{n}.} Тоді віднайдеться така {\displaystyle n}-вимірна площина {\displaystyle \alpha \subset \mathbb {R} ^{m},} що поліедр {\displaystyle Q:=\alpha \cap \mathbb {R} _{\geq 0}^{m}} є афінно еквівалентним поліедру {\displaystyle P.} Лінійне відображення {\displaystyle \phi :\mathbb {R} ^{n}\to \mathbb {R} ^{m}}
{\displaystyle (x_{1},...,x_{n})\mapsto (a_{11}x_{1}+...+a_{1n}x_{n}-b_{1},...,a_{m1}x_{1}+...+a_{mn}x_{n}-b_{m})}
задає афінну еквівалентність поліедрів {\displaystyle P} та {\displaystyle \mathrm {Im} \,\phi \,\cap \mathbb {R} _{\geq 0}^{m}.} Подіедр {\displaystyle P\in \mathrm {Pol} _{n}(m)} називається ортантним, якщо існує така ({\displaystyle n}-вимірна) площина {\displaystyle \alpha \subset \mathbb {R} ^{m},} що {\displaystyle P\cong \alpha \cap \mathbb {R} _{\geq 0}^{m},} тобто {\displaystyle P} із точністю до афінної еквівалентності  може бути реалізований як перетин {\displaystyle k}-вимірної площини {\displaystyle \alpha } й невід'ємного ортанту {\displaystyle \mathbb {R} _{\geq 0}^{m},} де {\displaystyle m} дорівнює числу гіперграней {\displaystyle P.} 

###### Приклади
- Розглянемо нерівність {\displaystyle log_{20}x+log_{20}(x+1)\leq log_{20}(2x+6)} з областю допустимих значень в {\displaystyle R}. Ця нерівність рівносильна системі:

{\displaystyle {\begin{cases}x>0,\\x+1>0,\\2x+6>0,\\\log _{20}x(x+1)\leq \log _{20}(2x+6).\end{cases}}}
Знайдемо область допустимих значень невідомого {\displaystyle x}:
{\displaystyle {\begin{cases}x>0,\\x(x+1)\leq 2x+6;\end{cases}}} {\displaystyle {\begin{cases}x>0,\\x^{2}-x-6\leq 0;\end{cases}}} {\displaystyle {\begin{cases}x>0,\\(x-3)(x+2)\leq 0.\end{cases}}}
Відповідь: {\displaystyle (0;3].}
- Рівняння {\displaystyle x^{2}=x-1} з ОДЗ в {\displaystyle R} рішень немає, оскільки значення предикату {\displaystyle \wp (x)\ {\underset {df}{\equiv }}\ [x^{2}=x-1]} при будь-якому {\displaystyle x\in R} є брехливе висловлювання. Якщо розглянути рівняння {\displaystyle x^{2}=x-1} з ОДЗ в {\displaystyle C}, то множина {\displaystyle M} його рішень не пуста:

{\displaystyle M=\{0,5(1-i{\sqrt {3}}),\quad 0,5(1+i{\sqrt {3}})\}.}

## Кільця
Вивчення алгебричних рівнянь - застаріла математична наука. У нові часи мода й зручність диктують звернення до кілець. Нехай дана система рівнянь {\displaystyle X:}
{\displaystyle F_{i}(T)=0,\quad }де {\displaystyle i\in I,\quad T=(T_{j})_{j\in J}.}
Тут {\displaystyle T=(T_{j})} - незалежні змінні, а {\displaystyle I,J} - множини індексів, {\displaystyle F_{i}} - многочлени з кільця {\displaystyle K[T].} У кільці {\displaystyle K} знаходяться коефіцієнти і воно називається кільцем констант. Про систему {\displaystyle X} говорять, що вона визначена над {\displaystyle K.} Таким чином, система рівнянь складається з наступних об'єктів
- кільця констант {\displaystyle K};
- "невідомих" {\displaystyle T};
- многочленів {\displaystyle F_{i}} ("ліві частини").

Рішенням системи є набір елементів {\displaystyle t=(t_{j})_{j\in J}} кільця {\displaystyle K} такий, що {\displaystyle F_{i}(t)=0} для всіх {\displaystyle i\in I.} 